# 路徑—目標理論

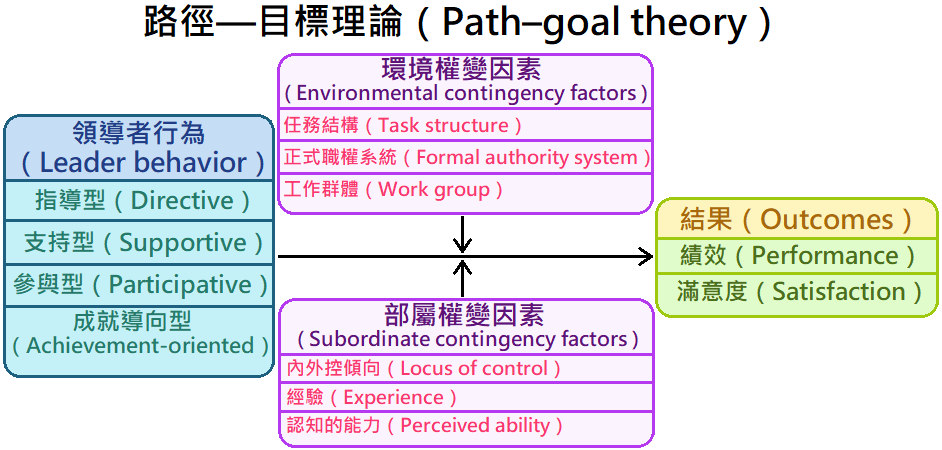
路徑—目標理論（Path–goal theory）中文翻譯

路徑—目標理論是1971年由多倫多大學的組織行為學教授羅伯特‧J‧豪斯（Robert J. House）所提出，並曾於1996年提出修訂版。該理論指出，領導者的行為取決於其下屬的滿意度、動機和績效，而修訂版也認為領導者的行為補充了下屬的能力並彌補缺陷。

## 起源
該理論的靈感最初來自馬丁·G·埃文斯（Martin G. Evans）的工作，其中領導行為和追隨者對特定行為（路徑）的感知將導致特定結果（目標）。路徑—目標理論也受到维克托·哈羅德·弗魯姆（Victor Harold Vroom）在1964年所提出的動機期望理論影響。

## 原創理論
根據第一個理論，經理的工作被視為指導員工選擇實現目標和組織目標的最佳途徑，該理論認為領導者必須根據特定情況的性質和要求採取不同類型的領導行為。領導者的工作是說明追隨者實現目標並提供所需的方向和支持，以確保他們的目標與組織的目標一致。當領導者的行為被視為滿足感和激勵的來源時，下屬可以接受；而當需求滿足取決於績效時，領導者會促進、指導和獎勵有效的績效。最初的路徑目標理論確定了以指導型、支持型、參與型和成就導向型領導者行為：
- 指導型（Directive）領導行為主要是指領導者讓追隨者知道對他們的期望並告訴他們如何執行任務的情況。該理論認為，當下屬的角色和任務要求模棱兩可且本質上令人滿意時，這種行為具有最積極的影響[7]。
- 支持型（Supportive）領導行為主要是指滿足下屬的需求和偏好，領導者表現出對追隨者心理健康的關注[7]，特別是在任務或關係在心理或身體上令人痛苦的情況下需要該行為[4]。
- 參與型（Participative）領導行為主要包括領導者在做出決定之前與追隨者協商並徵求他們的建議。當下屬高度親自參與工作時，這種型態就很常見[4]。
- 成就導向型（Achievement-oriented）領導行為主要是指領導者為追隨者設定具有挑戰性目標的情況，期望他們發揮出最高水準，並對他們滿足這一期望的能力充滿信心[7]。成就動機的職業比如有技術工作、銷售人員、科學家、工程師和企業家等[4]。

路徑—目標理論假設領導者是靈活的，他們可以根據情況需要改變自己的風格。該理論提出了環境權變以及部屬權變兩種權變數，可以調節領導者的行為與結果的關係。

## 備註
1. ↑  另一說是1974年[1]。